# René Thimonnier
René Thimonnier (Marie René Hilaire Thimonnier, né à Poitiers le 8 janvier 1900 et mort à Vaucresson le 10 avril 1989) est un pédagogue et grammairien français.
Professeur de lettres et de philosophie dans le secondaire, il s’est voué parallèlement à sa carrière d’enseignant à des recherches personnelles approfondies sur la grammaire et l’orthographe au point de proposer à sa retraite une théorie marquante sur le système graphique du français ainsi qu’une méthode, déclinée en une série d’ouvrages, pour un apprentissage raisonné de l’orthographe. Ses travaux, populaires dans les années 1970, ont été couronnés par l’Académie Française.

## Biographie

### Musique, lettres, philosophie
Issu d'un milieu modeste (père domestique, mère sans emploi), René Thimonnier s’intéresse tout d’abord à la musique, passion qui marquera son parcours de vie tout au long des deux premiers tiers de son existence. La musique étant, pour lui, surtout « un moyen d’expression », il poursuit parallèlement à ses études musicales un cursus supérieur portant sur la philosophie et le langage,,.
De 1923 à 1925, il effectue son service militaire au sein de la Haute Commission Interalliée en Allemagne (Rhénanie occupée par les troupes alliées en vertu du Traité de Versailles). En 1925, il obtient à Paris un Diplôme d’Études Supérieures en philosophie puis entre dans l’Éducation Nationale ; Il est affecté dans un collège de Sarrebruck (Allemagne) en qualité de professeur de lettres.
Parallèlement à son emploi d’enseignant, il poursuit des études auprès de l’Université de Nancy et y obtient : en 1930 une licence de lettres, en 1934 un Certificat d’Études Supérieures Musicales (Mystère poétique et suggestion musicale) et, en 1935, un premier prix de Littérature. En 1935, il est muté comme professeur de lettres dans un collège d’Ivry-sur-Seine (Val-de-Marne) et se marie la même année avec Simone Paulette Corbin, enseignante elle aussi.
Deux ans avant la guerre, alors qu’il venait d’esquisser le plan d’une thèse d’État (Introduction à une esthétique du langage), il fit la rencontre de Paul Valéry, lequel s’intéressa à son projet et l’incita à développer ses idées dans un ouvrage d’ensemble sur le problème de l’orthographe.

### Prisonnier de guerre
Il est mobilisé lors de la seconde guerre mondiale en tant qu’officier dans le 6ème régiment d’infanterie.  Le 9 juin 1940 (il est alors capitaine), il est capturé avec son régiment par les troupes allemandes à Barbonval (Aisne) et détenu jusqu'au 6 avril 1945 successivement dans différents Oflags, notamment à Gross Born, Arnswalde, Soest. Durant sa captivité, il devient le chef d'un orchestre symphonique (qui a réuni jusqu'à soixante exécutants et donné au moins quinze concerts en un peu plus de trente mois) et compose plusieurs œuvres musicales : Hommage à Jeanne d'Arc, Héroïde funèbre, Missa brevis et Sonate d'été ,.

### Rôle en Allemagne d'après-guerre
Libéré le 6 avril 1945, il est réquisitionné dès le 15 juin de la même année par le Centre d'Organisation du Gouvernement Militaire en Allemagne (COGMA) et affecté en zone d'occupation française en Allemagne où il occupera jusqu'en 1950, à Baden-Baden, en qualité d'administrateur, le poste de Chef du « Bureau des Spectacles et de la Musique » (BSM), avec mission de contribuer, sur le plan de la musique et du théâtre, à la rééducation de l’élite allemande aux fins d’éliminer les racines nazies de la vie intellectuelle du pays,.
En 1950, à la suite d’une réorganisation des services vécue par René Thimonnier comme une atteinte à la qualité de son action à la tête du BSM, mesure contre laquelle il émet des critiques, il est relevé de ses fonctions et réaffecté au ministère de l’Éducation nationale dont il était détaché durant son activité en Allemagne.
En 1951, en reconnaissance de son action passée en tant que chef du BSM, il est élevé au rang de Chevalier de la Légion d’Honneur, avec l’appui notamment du Général Koenig (gouverneur militaire de la zone d'occupation française en Allemagne de 1945 à 1949) qui estimera à cette occasion que l’on doit à l'énergie et au zèle de René Thimonnier le redressement et l'extension des arts français, notamment la musique et le théâtre, dans l'Allemagne d'après-guerre.

### Recherche (sur l'orthographe) et expérimentation
Réintégré en 1950 dans le corps des professeurs de l’éducation nationale,  il enseigne alors le français durant quinze ans, d’abord au Collège moderne d’Orléans pour l'année scolaire 1950-1951, puis au Lycée Paul Langevin de Suresnes (Seine) jusqu'en 1955, enfin au Lycée Carnot à Paris jusqu’à sa mise à la retraite en 1965, période qu’il met à profit pour construire et tester sa théorie sur le système graphique du français,.

## Théorie sur le système graphique du français

### En résumé
À l'issue d'un long travail personnel de recherche sur la base, notamment, des 35000 mots du Dictionnaire de l'Académie Française (8e édition), René Thimonnier conclut que l’orthographe du français n’est pas aussi incohérente qu’on le prétend : il a mis en évidence un système, dont il reconnaît la complexité, mais qu'il juge assez cohérent pour se prêter à une étude raisonnée, sous réserve toutefois d'une « normalisation orthographique », portant sur 500 mots environ dans sa liste finale, pour supprimer les graphies erronées et exceptions inutiles. C’est donc, selon lui, moins l’orthographe qu’il convient de réformer que la façon dont on l’enseigne. En centrant l’analyse, non sur des mots isolés, mais sur des « séries analogiques », il suffirait de considérer 4500 séries au lieu de 35000 mots, ceci diminuant notablement les difficultés.  Il propose pour cela une méthode, mise au point et expérimentée durant plusieurs années auprès de ses élèves, de nature à remédier à la « crise de l'orthographe » et ouvrir la voie à l'émergence d'une nouvelle science : l'orthographique. 

### Description de la théorie
Les principes fondamentaux de la théorie sont exposés dans le premier ouvrage publié de René Thimonnier : Le système graphique du français, Introduction à une pédagogie rationnelle de l'orthographe,.
René Thimonnier y dresse d'abord plusieurs constats, s’appuyant tant sur l’évolution graphique de la langue française à travers les siècles, les points de vue exprimés et solutions proposées jadis ou plus récemment par d’éminents spécialistes, que sur la notion même d’orthographe qu’il définit, sous sa forme actuelle, comme n’étant « rien d’autre qu’un système de transcription qui s’impose à tous les membres de la communauté linguistique »,. Ainsi :
- L'orthographe française est souvent décriée. (Ce lieu commun figure d’ailleurs en préambule de la Dictée du Diable, dont René Thimonnier est l’auteur : « Les Français disputent à l'envi de leur orthographe. Qu'elle ait fâcheuse réputation, on n'en saurait douter »). En témoignent notamment ces propos de Paul Valéry : « L’absurdité de notre orthographe, qui est, en vérité, une des fabrications les plus cocasses du monde, est bien connue. Elle est un recueil impérieux ou impératif d’une quantité d’erreurs d’étymologie artificiellement fixées par des décisions inexplicables ».
- L'orthographe a désormais caractère de contrainte sociale. Il fut un temps où les Français ne se préoccupaient guère de l’orthographe. Les formes graphiques pouvaient alors varier en fonction de l’auteur, de l’imprimeur, et parfois même d’une classe à l’autre. Mais à partir de 1789, apparaît la volonté de faciliter l’apprentissage de la lecture et de l’écriture, ceci impliquant une orthographe fixe. Conformément au vœu exprimé par la Convention (29 frimaire, an II), la monarchie de Juillet crée un enseignement primaire public dont l’orthographe constituera l’une des disciplines fondamentales (1832). Le décret d’application précise que l’orthographe de l’Académie sera la seule obligatoire et la seule officielle (1835),.
- Pourtant, tout imposée qu’elle soit, l’orthographe reste difficile à acquérir et sa pratique, souvent imparfaitement maîtrisée (y compris par des adultes cultivés), donne à la francophonie le sentiment de vivre une perpétuelle « crise orthographique ». Pour y remédier, il n’existe théoriquement que deux remèdes possibles : soit réformer l’orthographe elle-même, soit réformer la façon dont on l’enseigne. Encore faut-il avoir préalablement défini la nature du problème.
- Le problème majeur : les homonymes. Le vocabulaire usuel est surtout formé de mots courts, qui contribuent à donner à la langue française des qualités de force et de concision. Mais, cette tendance à la contraction a formé de nombreux homonymes. Ainsi, par exemple, les latins sanctus, sinus, sanus, cinctus, quinque, signum ont abouti en français aux monosyllables homophones : saint, sein, sain, ceint, cinq, seing, contrairement aux autres langues romanes qui ont évolué moins vite et conservé une distinction entre ces mots. Des énoncés tels que « je ne sais ce qu’il apprit, ce qu’il a pris, ce qui la prit » ne sont clairs que sous forme écrite ou, à l’oral, seulement par référence au contexte. Beaucoup de distinctions grammaticales (celles qui marquent le genre, le nombre, la personne, le temps, le mode) ne sont plus signalées que par l’écriture (ex ; il parle, ils parlent).
Aucune langue européenne n’est autant que le français encombrée d’homonymes. Au même son (ou groupe de sons) correspondent souvent une pluralité de formes. La plupart des fautes d’orthographe s’expliquent par une homonymie totale ou, davantage encore, par une homonymie partielle. René Thimonnier fait toutefois une distinction entre les homonymies apparentes (ou homophonies) et les homonymies réelles. Les premières ne sont caractérisées que par l’identité phonique concernant, soit le mot entier (air, aire), ou seulement l'une de ses parties (baron, barrique). Les secondes reposent sur une double analogie : celle du son et du sens. Elles peuvent être également totales (martyr, martyre) ou partielles (honorer, honneur). Si l’homophonie ne soulève pas de difficulté particulière d’écriture, les homonymies réelles, par contre, et parmi elles, surtout les homonymies partielles, constituent la principale difficulté de l'orthographe française.
Pour René Thimonnier, toute langue de civilisation se réduit pratiquement à un système de mots… et le mot à une association conventionnelle entre un sens, un son (ou groupe de sons) et une forme graphique. Il s’éloigne quelque peu de la tendance linguistique de son époque, axée sur la phonétique, en accordant pour ce qui le concerne la primauté du sens sur le son et sur la graphie : « sauf dans le cas des homonymies réelles, le sens impose un filtrage préalable qui ne laisse présente à l’esprit que la forme correcte ».
Les séries analogiques, les séries homonymes, et les constantes phonético-graphiques, constituent l’ossature de la théorie Thimonnier.
Pour l’étude des homonymies partielles, René Thimonnier fait appel à la notion de série analogique, qu’il définit comme : « un groupe de mots qui possèdent un élément commun (affixe, désinence ou radical) de même valeur phonique, sémantique et graphique ». Par exemple, tous les mots qui ont pour préfixe : mono (monocorde, monoplace...), ou pour radical : terre (terroir, déterrer...), ou pour suffixe : able (ouvrable, supportable...), ou pour désinence : er (marcher, chanter, etc.).
En revanche, les formes irrégulières, comme : ap(p)esantir et aplatir, sonore et son(n)erie, remontoir et promontoir(e), il cour(t) et il cour(e), seront classées dans des séries différentes, dites séries homonymes.
On distingue ainsi quatre types de séries analogiques : les séries préfixales, les séries suffixales, les séries verbales et les familles de mots régulières (ou « séries radicales »), auxquelles correspondent quatre types de séries homonymes : les homonymies préfixales, les homonymies suffixales, les homonymies verbales, et les familles de mots irrégulières.
Un mot appartient presque toujours à plusieurs séries. Le mot « promontoire », par exemple, se rattache à trois séries différentes : La première, par le préfixe, comprend quelque 400 mots (proclamer, procréer, etc.) ; la seconde, par le radical, comprend 25 mots (monter, insurmontable, etc.) ; la troisième, par le suffixe, comprend une trentaine de mots (auditoire, réfectoire, etc.). Seule cette dernière série (finale oire) est ici problématique car il existe parallèlement une série de nombreux substantifs avec finale oir.
Selon René Thimonnier, le simple usage de la langue permet d’acquérir progressivement, dans la plupart des cas, une connaissance intuitive d’une série analogique. Il estime ainsi que dès que l’élève a atteint un niveau suffisant (à partir de la 6e en principe), on peut lui enseigner peu à peu les particularités de certaines séries analogiques (par exemple que l’r est toujours doublé dans les familles de terre et de fer), sans qu’il soit nécessaire de lui faire apprendre les 25 mots de la famille de fer ou les 35 mots de la famille de terre.
En prenant pour base le Dictionnaire de l’Académie (35000 mots environ), on aboutit à un total de 4484 séries analogiques (267 préfixales, 346 suffixales, 163 verbales, et 3708 familles de mots régulières). En revanche, les formes irrégulières (séries homonymes) ne représentent  que 4% à peine du total… Malgré cela, appartenant presque toutes à la langue courante, elles constituent bien le problème essentiel.
Aussi complexe qu’il soit, le système d’écriture du français est pourtant, pour René Thimonnier, justiciable d’une explication de type scientifique et d’un enseignement raisonné : « La série permet d’effectuer un classement rationnel des formes et de distinguer sûrement le normal de l’anormal. Le classement des séries ne se ramène donc pas à constater des faits ; dans une large mesure, il permet de les expliquer et de les justifier ».

#### Les solutions proposées
René Thimonnier s’appuie en premier lieu sur les règles de la syllabation écrite pour révéler certaines constantes phonético-graphiques qui échappent normalement à l’observation directe, principalement au sujet des dix problèmes suivants : les règles générales d’accentuation, l’accentuation de l’e ouvert ou fermé, la gémination des consonnes, les finales des substantifs féminins, le doublement des consonnes nasales (m et n), l’étude des consonnes à valeurs multiples (c, g, s, x), la transcription de l’i consonne, la permutation des consonnes (type différencier-différentiel), l’étude des voyelles instables (notamment de l’e sourd), l’étude des consonnes instables (conséquences orthographiques des liaisons).
Il estime que l’existence des constantes phonético-graphiques jette une nouvelle lumière sur les caractéristiques de l'écriture du français et permet de ramener à quelques règles simples un usage qu’on pouvait croire incohérent et arbitraire. Exemples de règles : « Une voyelle, autre que finale, ne prend l’accent que si elle termine la syllabe (con-naî-tre et con-nais-sance ; an-cê-tre et an-ces-tral ; cè-dre et ser-pe) » ;  « Seules les consonnes placées entre deux voyelles sont susceptibles d’être doublées (la deuxième consonne pouvant toutefois être remplacée par son équivalent, le groupe consonnique)... une seule exception, le préfixe trans suivi d’un radical commençant par s (ex : transsaharien) »...
Son second ouvrage, le Code Orthographique et Grammatical, méthode systématique conçue pour l’enseignement comme pour l’auto-enseignement, s’appuie sur les principes définis dans Le système graphique du français pour répondre à la plupart des difficultés et incohérences apparentes (et parfois réelles) de l'orthographe en proposant pour chaque cas, ou série de cas, une solution raisonnée. Dans les quelques situations ne permettant pas de définir une règle satisfaisante, une solution empirique, basée par exemple sur la mnémonique, est proposée : comme cette formule « J’aperçois du pain pur sur un petit plat ; Par pitié, faites un plan de paix »… pour retenir les verbes en ap dont le préfixe ne comporte qu’un seul p, à savoir : apercevoir, apanager, apurer, apetisser, aplatir, apitoyer, aplanir, apaiser (auxquels s’ajoutent quatre verbes en « apost »).
Il conclut que, « si l'écriture du français n’est que partiellement conforme à la prononciation et à l’étymologie, elle possède néanmoins son architecture propre. On y discerne un plan d’ensemble, des axes de symétrie, une sorte de logique interne. L’existence des séries morphologiques et des constantes phonético-graphiques prouve assez qu’en dépit des apparences, elle est bien loin d’être anarchique. Chacune de ces séries et de ces constantes est définie par une norme. Ce n’est donc pas parce qu’elle est conforme à l’usage, à la prononciation ou à l’étymologie que telle graphie peut être dite normale, mais tout simplement parce qu’elle respecte la norme de la série ou de la constante à laquelle elle appartient ».

#### L'orthographique
René Thimonnier voit en l'orthographique une nouvelle science ayant pour vocation de résoudre tous les problèmes de l'écriture, qu'ils soient d'ordre pédagogique ou linguistique. Elle trouverait application, notamment, lors de l'introduction dans la langue française de néologismes que les dictionnaires notent parfois différemment : il suffirait alors d'appliquer les principes d'une théorie scientifiquement établie (sur l'accentuation, le doublement des consonnes, etc.) et l'on faciliterait la tâche du lexicographe comme celle du pédagogue. 
On pourrait aussi s'appuyer sur cette science pour simplifier le système là où la forme, fût-elle « normale », reste compliquée à assimiler. Les mots en ap(p), par exemple, pourraient (sous réserve que les circonstances s'y prêtent) faire l'objet d'une généralisation en ap, Une telle concession, de nature ponctuelle et exceptionnelle, ne remettrait nullement en cause la validité du critère « morphologique » et règlerait la difficulté d'une forme hétérogène fréquente dans le langage courant mais non justiciable d'une règle simple.

#### Projet de normalisation orthographique
René Thimonnier estime qu'en prenant caractère de contrainte sociale (depuis 1835), l'orthographe s'est si bien incorporée à la langue que toute idée de réforme profonde est désormais illusoire. Il pense également avoir suffisamment démontré qu'une telle réforme n'a désormais, de toute façon, plus de raison d'être. En revanche, des rectifications limitées à ce qui est nécessaire, sur la base du système cohérent qu'il a révélé, deviennent réalisables : « Normaliser l'orthographe, c'est mener à bon terme trois opérations successives et étroitement liées : dégager les normes de l'usage actuel ; dénombrer les formes qui s'en écartent ; les ramener à la normale ». Limité dans une première version (non publiée) à 228 modifications, le projet de normalisation de René Thimonnier comprendra in fine environ 500 mots,.

## Accueil de la théorie

### Par le ministère de l'éducation, le CILF, l'Académie française
À son départ à la retraite de l'enseignement (en 1965), René Thimonnier rend compte des résultats de ses recherches au Ministre de l’Éducation, Christian Fouchet, qui lui confie une double mission : adapter aux classes élémentaires sa méthode d'enseignement raisonné de l'orthographe, et mener à bon terme son projet de « normalisation orthographique ».
En 1967, René Thimonnier remet son projet au Ministre, lequel, avec l'approbation de l'Académie française, sollicite l'avis du « CILF » (Conseil international de la langue française et l'orthographe). Plusieurs sources relatent ce que furent alors les discussions sur les propositions de René Thimonnier et le résultat obtenu : le rapport final du CILF, remis en 1972 au ministre de l’Éducation nationale, fut transmis par celui-ci à l'Académie française, qui accepta (en 1975) une petite partie des rectifications proposées, qu'elle appliqua dans le premier fascicule de la neuvième édition du Dictionnaire (en 1986), avant d'y renoncer en totalité dès le deuxième fascicule, un an plus tard,,,,,,. 
Pour ses ouvrages Le système graphique du Français et le Code orthographique et grammatical, René Thimonnier sera toutefois lauréat, en 1971, d'un Prix d'Académie de l'Académie française, et se verra attribuer la Médaille du mérite en 1973.

### Par les spécialistes (enseignants, linguistes...)
Les pédagogues accueillent le plus souvent avec intérêt et espoir les travaux de René Thimonnier :
Etiemble, professeur à la Sorbonne, signe la préface du livre « Le système graphique du français » et, tout y en regrettant que l’auteur ne se soit fondé que sur le dictionnaire de l’Académie (en retard d’un siècle selon lui), il dit avoir été conforté par lesdits travaux dans sa conviction que la réforme de l’orthographe -du moins celle qui s’impose- doit être fort discrète, comme le propose René Thimonnier.
Georges Matoré, professeur à la Sorbonne, membre du Conseil International de la Langue Française, rédige la préface du Code Orthographique et Grammatical où il reconnaît à René Thimonnier de s’être livré de manière beaucoup plus scientifique qu’on ne l’avait fait auparavant à l’étude du système graphique du français et d’avoir démontré que l’orthographe française est moins absurde qu’on pourrait le croire.
Les instituteurs et maîtres du Premier cycle sont intéressés au premier chef par les applications pédagogiques des travaux de René Thimonnier. A leur demande, celui-ci publiera d’ailleurs, en 1974, le petit ouvrage intitulé « Pour une pédagogie rénovée de l’orthographe et de la langue française ». La préface en sera signée par Jean Auba, Inspecteur Général de l’Instruction Publique, directeur du Centre International d’Études Pédagogiques, qui la conclura par ses mots : « Pour nos écoles, pour notre langue, c’est l’espoir d’une liberté nouvelle ».
Plusieurs spécialistes, linguistes, grammairiens, exprimeront un avis positif, plus ou moins nuancé, dans des éditions spécialisées telles que Le français aujourd’hui, Le français moderne, Vie et langage, Cahiers pédagogiques, P.U.F... parmi lesquels : Jean Vial, Edmond Jung, François Ters.
Toutefois, les travaux de René Thimonnier ne remportent pas une adhésion unanime. Des critiques paraissent sous la plume notamment de la linguiste Nina Catach, laquelle doute de la capacité du projet Thimonnier à réduire le problème de l’orthographe française.
Le linguiste belge Jean-Marie Klinkenberg, de l’Université de  Liège, exprime dans la revue Le français moderne une nette opposition aux thèses de René Thimonnier. Il attire en premier lieu l’attention sur les faiblesses et la partialité de l’analyse historique à laquelle se livre René Thimonnier. Il juge aussi excessive l’importance accordée par R. Thimonnier à la valeur sémantique de l’orthographe, amenant celui-ci à justifier les lettres superfétatoires qui permettent au lecteur de comprendre sans risque d’équivoque ce que l’oreille ne parvient à distinguer que par référence au contexte. Mais « ce que fait l’oreille, pourquoi l’œil serait-il incapable de le faire ? » se demande Klinkenberg. Il juge plus globalement que l’information linguistique de René Thimonnier laisse à désirer. Il conteste enfin fondamentalement la réalité du « système » prétendument révélé par R. Thimonnier, dans lequel il voit plutôt empirisme, manque de cohérence, hétérogénéité, arbitraire… et reproche à René Thimonnier lui-même ses affirmations massives, sa naïveté, ses redites, son dogmatisme et, en creux, sa vanité.
Dans la même revue Le français moderne, dont il est co-président, le linguiste Paul Imbs reproche notamment à R. Thimonnier d’apporter parfois des complications plutôt que des simplifications, et considère que les changements qu’il propose sont très insuffisants.
Dans le monde enseignant, se révèle aussi parfois une nette opposition aux théories et méthodes proposées par René Thimonnier. En témoigne une étude (publiée en 1976) du Code Orthographique et Grammatical de René Thimonnier, dans laquelle l’auteur, professeur de c.e.s, rejette autant les fondements de la théorie Thimonnier que sa prétendue vertu pédagogique.

### Par la presse
Les travaux de René Thimonnier font naître un grand espoir de voir l’orthographe enfin maîtrisée par le plus grand nombre grâce à la nouvelle méthode d’enseignement raisonné qu’elle promet. La presse s’en fait largement l’écho : des chroniqueurs-grammairiens de renom se montrent conquis, tels Maurice Chapelan , du Figaro Littéraire, ou Robert Le Bidois, du journal Le Monde. 
La 4e de couverture de la seconde édition du livre Le Système graphique du français rappelle quelques réactions journalistiques d’alors : « Le système graphique du français est un ouvrage capital qui ouvre des horizons nouveaux sur la question brûlante de l’orthographe. » Le Monde. - « Ouvrage d’une importance capitale pour l’enseignement du français et son rayonnement dans le monde. » Le Figaro littéraire. - « Ouvrage d’une portée historique. » L’éducation nationale. - « C’est une révolution de type copernicien que R.T. vient d’opérer dans le domaine de l’orthographe. » Carrefour. - « R.T. nous prouve que l’orthographe a sa logique interne et qu’elle peut être un précieux instrument de culture. » L’Aurore. - « La thèse de R.T. me semble irréfutable. » La Croix. - « Les découvertes de R.T. sont appelées à renouveler fondamentalement notre pédagogie de l’orthographe, qui s’enlise aujourd’hui dans l’empirisme. » Revue de la Franco-Ancienne. - « Il s’agit ici d’une vraie découverte dont les conséquences seront immenses, car tout l’enseignement de l’orthographe va s’en trouver simplifié. » Vie et langage.

### Par le public
Les rééditions nombreuses de ses ouvrages principaux témoignent du succès qu’ils eurent, un temps, auprès du public.      
Un passage du livre de Dominique Daguet, langue française à l’épreuve traduit l’espoir qu’ont pu faire naître les premiers ouvrages de René Thimonnier auprès de chaque personne soucieuse de l’orthographe : « Code Orthographique et Grammatical, ouvrage de référence et de travail, couronné par l’Académie française, code qui devrait figurer dans la bibliothèque de tous les professeurs de français, dans celle de tous les instituteurs comme dans celle de tous les collégiens et lycéens de France. Je reviendrai à ce livre, car il n’y a pas aujourd’hui moyen de l’ignorer, de passer outre à sa lecture, d’éviter son étude ».
Mais René Thimonnier meurt en 1989, à l’âge de 89 ans, ses ouvrages étant peu à peu oubliés du grand public. Pour les spécialistes, linguistes, grammairiens, étudiants en ces domaines, le nom de René Thimonnier comme ses travaux s’inscrivent dans la longue histoire semée d’embûches, de réformes avortées, de débats sans fin, de l’orthographe de la langue française.

## Publications

### Ouvrages principaux
- René Thimonnier (préf. Etiemble), Le système graphique du français : introduction à une pédagogie rationnelle de l'orthographe, Paris, Plon, 1967, 1968, 1976, 1991, 2003, 410 p. (ISBN 978-0-320-06494-4, 2-259-00048-7 et 0-320-06494-8)
- René Thimonnier (préf. Georges Matoré), Code orthographique et grammatical, Librairie Hatier, 1970, Marabout s.a. Verviers (Belgique), 1974, et Les Nouvelles Éditions Marabout, 1978, 1982, 442 p. (ISBN 978-2-501-00335-3 et 2-501-00335-7)
- René Thimonnier (préf. Jean Auba), Pour une pédagogie rénovée de l'orthographe et de la langue française, Paris, Hatier, 1974, 95 p. (ISBN 2-218-02147-1)
- René Thimonnier et Jean Desmeuzes, Les 30 problèmes de l'orthographe : cours complet, Paris, Classiques Hachette, coll. Méthode Thimonnier, 1979, 1985, 1995, 1996, 223 p. (ISBN 978-2-01-005982-7 et 2-01-005982-4)
- René Thimonnier et Jean Desmeuzes, Les 30 problèmes de l'orthographe en 76 leçons, Méthode Thimonnier, Paris, Marabout, Coll. MS527, 1979, 1982, 1984, 1990, 220 p. (ISBN 978-2-501-00304-9 et 2-501-00304-7)

### Mémentos scolaires
- René Thimonnier, Jean Desmeuzes et Jacques Le Maître, L'orthographe raisonnée : Mémento orthographique et grammatical, cours moyen, livre de l'élève, Paris, Classiques Hachette, coll. Méthode Thimonnier, 1976, 125 p. (ISBN 2-01-003394-9)
- René Thimonnier, Jean Desmeuzes et Jacques Le Maître, L'orthographe raisonnée : Mémento orthographique et grammatical, cours moyen, livre du maître, Paris, Classiques Hachette, coll. Méthode Thimonnier, 1976, 93 p. (ISBN 2-01-003424-4)
- René Thimonnier et Jean Desmeuzes, L'orthographe raisonnée : Mémento orthographique et grammatical, 6e, livre du professeur, Paris, Classiques Hachette, coll. Méthode Thimonnier, 1977, 157 p. (ISBN 2-01-003786-3)
- René Thimonnier et Jean Desmeuzes, L'orthographe raisonnée : Mémento orthographique et grammatical, 6e, livre de l'élève, Paris, Classiques Hachette, coll. Méthode Thimonnier, 1977, 110 p. (ISBN 2-01-003785-5)
- René Thimonnier et Jean Desmeuzes, L'orthographe raisonnée : Mémento orthographique et grammatical, cours élémentaire, livre du professeur, Paris, Classiques Hachette, coll. Méthode Thimonnier, 1977, 49 p. (ISBN 2-01-004222-0)
- René Thimonnier et Jean Desmeuzes, L'orthographe raisonnée : Mémento orthographique et grammatical, cours élémentaire, livre de l'élève, Paris, Classiques Hachette, coll. Méthode Thimonnier, 1977, 78 p. (ISBN 2-01-004223-9)
- René Thimonnier, Simonne de Hénau et Jean Desmeuzes, L'orthographe raisonnée : cahier d'exercices Cours élémentaire, Paris, Hachette, coll. Méthode Thimonnier, 1978, 31 p. (ISBN 2-01-004224-7)
- René Thimonnier, Simonne de Hénau et Jean Desmeuzes, L'orthographe raisonnée : cahier d'exercices cours élémentaire 2, Paris, Hachette, coll. Méthode Thimonnier, 1978, 31 p. (ISBN 2-01-004225-5)
- René Thimonnier, Jean-Marie Busy, Jean Desmeuzes et Robert Marteau, L'orthographe raisonnée : cahier d'exercices Cours moyen 1, Paris, Classiques Hachette, coll. Méthode Thimonnier, 1978, 47 p. (ISBN 2-01-004227-1)
- René Thimonnier, Jean-Marie Busy, Jean Desmeuzes et Robert Marteau, L'orthographe raisonnée : cahier d'exercices Cours moyen 2, Paris, Classiques Hachette, coll. Méthode Thimonnier, 1978, 47 p. (ISBN 2-01-004226-3)
- René Thimonnier, Robert Marteau et Jean Desmeuzes, L'orthographe raisonnée : cahier d'exercices 6e, Paris, Classiques Hachette, coll. Méthode Thimonnier, 1978, 63 p. (ISBN 2-01-004228-X)
- René Thimonnier et Jean Desmeuzes, L'orthographe raisonnée : Mémento orthographique et grammatical, 5e, livre du professeur, Paris, Classiques Hachette, coll. Méthode Thimonnier, 1978, 1993, 146 p. (ISBN 978-2-01-004909-5, 2-01-004908-X et 2-01-004909-8)
- René Thimonnier, Robert Marteau et Jean Desmeuzes, L'orthographe raisonnée : cahier d'exercices, 5e, Paris, Classiques Hachette, coll. Méthode Thimonnier, 1978, 63 p. (ISBN 2-01-004910-1)